# CZ 350 cc V4
De CZ 350 cc V4 was een wegrace-motorfiets van het merk CZ die van 1969 tot 1970 werd ingezet in de 350 cc klasse, maar slechts zelfden in wedstrijden van het wereldkampioenschap wegrace.
Česká Zbrojovka Strakonice (CZ) en Jawa werkten in de jaren zestig nauw samen onder de Centraal geleide economie van de Sovjet-Unie. Ze leverden eenvoudige tweetakt-motorfietsen die voor het grootste deel geëxporteerd werden naar de Sovjet-Unie. 
Jawa had voor de 350 cc klasse een viercilinder tweetaktmotor, de Jawa 350 cc V4, terwijl CZ al een viercilinder viertakt-lijnmotor had ontwikkeld. Deze motor was overgenomen door het Russische ontwikkelingsbureau CKEB en onder de naam Vostok met weinig succes in races ingezet. In 1967 besloot men in Tsjecho-Slowakije een nieuwe, meer gecompliceerde racemotor te bouwen, die voorzien werd van een viercilinder V-motor. Het zou nog ruim een jaar duren voor de machine van de tekentafel op het circuit kwam, maar zonder veel succes. In 1971 werd de machine door Bohumil Staša ingezet in de Grand Prix van Tsjecho-Slowakije en hij werd er zelfs derde mee. Dit was een race waar het vermogen minder belangrijk was, want het regende in Brno en het circuit was uitzonderlijk glad. Men besloot de motor op te boren tot 420 cc, waardoor hij in de 500 cc klasse kon worden ingezet, maar dat gebeurde nooit. 

## Motor
De motor was een luchtgekoelde 90° V4, waarvan het motorblok ca. 10° achterover gekanteld was. De beide cilinderblokken hadden dubbele bovenliggende nokkenassen, maar de kleppen werden bediend door kort klepstoters. De nokkenassen werden aangedreven door een tandwieltrein. Per cilinder waren er vier kleppen. De ontsteking werkte aanvankelijk nog met contactpuntjes, maar werd al snel vervangen door een elektronische ontsteking. De 25 mm carburateurs waren van het Italiaanse merk Dell'Orto. Als vermogen werd door de fabriek 52 pk bij 13.000 tpm opgegeven, wat later werd verhoogd naar 58 pk. 

## Aandrijflijn
De machine had een meervoudige droge platenkoppeling en een achtversnellingsbak, die later werd vervangen door een zesversnellingsbak. De secundaire aandrijving verliep via een ketting. 

## Rijwielgedeelte
Er was een open brugframe toegepast, dat net als dat van de Jawa V4 uit buizen was opgetrokken en waarbij de motor als dragend element diende. Aan de voorkant zat een telescoopvork, achter een swingarm met twee veer/demperelementen. Voor en achter waren trommelremmen toegepast. 